# Episodi di The Crown (terza stagione)
La terza stagione della serie televisiva The Crown, composta da dieci episodi, è stata interamente pubblicata sul servizio di streaming on demand Netflix il 17 novembre 2019.
| nº | Titolo originale | Titolo italiano              | Pubblicazione    |
| -- | ---------------- | ---------------------------- | ---------------- |
| 1  | Olding           | Olding                       | 17 novembre 2019 |
| 2  | Margarethology   | Margaretologia               | 17 novembre 2019 |
| 3  | Aberfan          | Aberfan                      | 17 novembre 2019 |
| 4  | Bubbikins        | Birbantello                  | 17 novembre 2019 |
| 5  | Coup             | Colpo di Stato               | 17 novembre 2019 |
| 6  | Tywysog Cymru    | Tywysog Cymru                | 17 novembre 2019 |
| 7  | Moondust         | Polvere di Luna              | 17 novembre 2019 |
| 8  | Dangling Man     | L'uomo in bilico             | 17 novembre 2019 |
| 9  | Imbroglio        | Una situazione ingarbugliata | 17 novembre 2019 |
| 10 | Crie de coeur    | Grido d'allarme              | 17 novembre 2019 |

## Olding
- Titolo originale: Olding
- Diretto da: Benjamin Caron
- Scritto da: Peter Morgan

### Trama
1964. Il Partito Laburista vince le elezioni. Il suo leader Harold Wilson è un personaggio molto chiacchierato, a causa di un presunto passato di spia al soldo dell'Unione Sovietica. La stessa Elisabetta, conferendogli l'incarico di formare il governo, non nasconde il proprio scetticismo circa quello che diventerà il nuovo primo ministro, pur dovendosi inchinare alla volontà degli elettori. Intanto, la sovrana chiede al professor Anthony Blunt di essere preparata in vista dell'evento in cui sarà presentata la collezione d'arte reale.
Nel 1965, Elisabetta è raggiunta dalla notizia della morte dell'ex primo ministro conservatore Winston Churchill, cui vengono concessi i funerali di Stato. Mentre a Londra si celebrano le esequie dello statista, negli Stati Uniti un uomo entra nella sede dell'FBI per autodenunciarsi. Si tratta di Michael Straight, una spia che ha collaborato con il KGB e rilascia i nomi di alcuni agenti doppiogiochisti britannici, noti come i Cinque di Cambridge, tra i quali figura un importante membro dell'establishment. A molti, Elisabetta compresa, viene immediato pensare a Wilson. Tuttavia, la stessa regina resta spiazzata quando apprende che la spia in questione non è il primo ministro, bensì il professor Blunt.
Elisabetta interviene all'inaugurazione della collezione d'arte reale, provocando Blunt sulla doppiezza di certe persone che, come i ritratti dei grandi artisti, pubblicamente mostrano un'immagine del tutto diversa rispetto al proprio vero essere interiore. Blunt incassa il colpo, forte del fatto che Elisabetta non lo denuncerà pubblicamente, altrimenti ne deriverebbe un grande scandalo per la corona. Filippo non è altrettanto magnanimo, tuttavia anche lui ha le mani legate in quanto Blunt lo minaccia, qualora dovesse parlare, di svelare il suo diretto coinvolgimento nello scandalo Profumo.
Blunt riceve la piena immunità e manterrà il suo incarico fino al 1972, con Elisabetta che non farà più parola della questione.

## Margaretologia
- Titolo originale: Margarethology
- Diretto da: Benjamin Caron
- Scritto da: Peter Morgan

### Trama
1943. In qualità di erede al trono, la piccola Elisabetta viene preparata alla vita che l'aspetta quando indosserà la corona. Sua sorella Margaret, più esibizionista e predisposta nell'avere addosso i riflettori, sentiva di essere più adatta di lei come regina. Stante l'inderogabilità dell'Act of Settlement che stabilisce la linea di successione, Margaret ha sofferto nel sentirsi relegata al ruolo di vice-regina, pur ritenendo di avere la capacità di ricoprire il ruolo più importante.
1965. Margaret e Tony partono per un viaggio negli Stati Uniti, dove presenzieranno ad alcuni eventi informali in nome della corona. Wilson avverte Elisabetta che la situazione economica del Regno Unito è piuttosto seria, necessitando di un prestito che solamente gli Stati Uniti potrebbero concedere. Il problema, sottolinea il primo ministro, è che i rapporti con gli americani si sono deteriorati per il mancato appoggio britannico alla guerra del Vietnam. Dopo aver trascurato diversi inviti di Elisabetta a incontrarsi, il presidente americano Lyndon B. Johnson accetta di ricevere alla Casa Bianca la principessa Margaret. Quest'ultima, venerata dalla stampa americana per il suo savoir faire, aveva promesso a Tony di stargli vicino alla presentazione di un suo libro a New York. Elisabetta, che pure le aveva accordato il permesso di sfruttare il viaggio per rinsaldare il suo rapporto con il marito, la richiama all'ordine in nome del superiore interesse della corona.
Wilson comunica con grande imbarazzo a Elisabetta che il comportamento di Margaret al ricevimento è stato alquanto sconveniente. La principessa ha espresso opinioni improvvide sul defunto presidente Kennedy, oltre a esibirsi in gag di dubbio gusto. Tuttavia, l'evento ha portato i risultati sperati, poiché il presidente Johnson ha deciso di accordare il prestito al Regno Unito. Infatti, Johnson e Margaret hanno trovato un punto comune nell'essere stati dei numeri due (Johnson era il vice di Kennedy), quindi entrambi sono dovuti restare in disparte e lasciare che fossero altri ad avere le luci della ribalta. Elisabetta riflette se non sia il caso, visto il successo riscosso da Margaret, di concederle maggiori responsabilità. Filippo la invita a non farlo, rammentandole come nella stessa famiglia reale diverse figure (Vittoria e Giorgio V) non fossero particolarmente carismatiche, ma all'occorrenza sapevano sfruttare i lampi di chi stava intorno a loro, per progredire laddove falliva la diplomazia tradizionale. Elisabetta ringrazia Margaret per aver aiutato il Paese, pur facendole capire che questo non modificherà le sue mansioni abituali.

## Aberfan
- Titolo originale: Aberfan
- Diretto da: Benjamin Caron
- Scritto da: Peter Morgan

### Trama
1966. Nel villaggio gallese di Aberfan la frana di una miniera di carbone, causata dall'accumulo di materiale di risulta sul pendio di una collina, investe la Pantglas Junior School, uccidendo 116 bambini e 28 adulti. Elisabetta sceglie di non recarsi ad Aberfan, ritenendo la sua presenza un intralcio ai soccorsi, affidandosi al racconto di Tony, unico membro della famiglia reale a essere andato sul posto. Elisabetta non se la sente di partecipare ai funerali delle vittime, mandandoci Filippo. Gli abitanti di Aberfan attribuiscono la responsabilità della frana al National Coal Board, l'ente pubblico che gestisce l'industria mineraria, frutto della politica di nazionalizzazioni volute dall'allora governo laburista di Attlee. Inevitabilmente finiti sotto accusa, i laburisti tentano di scaricare la colpa sui conservatori in quella che però appare una difesa sterile. Marcia Williams, la combattiva segretaria di Wilson, sprona il primo ministro a trovare un bersaglio diverso perché il partito, tornato al governo dopo parecchi anni passati all’opposizione, non può permettersi un fardello così pesante.
A una settimana dalla tragedia, un comunicato stampa del Partito Laburista accusa la regina di non aver mostrato abbastanza dolore per l'accaduto. Elisabetta decide quindi di recarsi ad Aberfan per una visita lampo ai luoghi del disastro e alle famiglie delle vittime. Rientrata a palazzo, convoca Wilson per rimproverarlo di aver agito alle sue spalle, cosa che i suoi predecessori non si sarebbero mai permessi di fare. Il primo ministro prende le distanze da quella che derubrica come un'iniziativa di due colleghi di partito a titolo personale. Elisabetta lamenta di non essere mai riuscita a piangere, sin da quando era bambina, tanto che ad Aberfan nessuno si è accorto che le sue lacrime erano finte. Wilson rivela che anche lui non è il classico uomo di sinistra (è un accademico dai gusti raffinati), sottolineando come le persone di potere, dovendo affrontare svariate tragedie durante il loro incarico, non devono essere inclini ai sentimentalismi. Congedato Wilson, Elisabetta si commuove ascoltando la registrazione del canto intonato durante i funerali dei bambini.
In futuro la regina ammetterà che il ritardo con cui si è recata ad Aberfan è stato il più grave errore del suo intero regno e, per fare ammenda, ci andrà in pellegrinaggio più volte rispetto a ogni altro membro della casa reale.

## Birbantello
- Titolo originale: Bubbikins
- Diretto da: Benjamin Caron
- Scritto da: Peter Morgan

### Trama
1967. Impegnato in un tour negli Stati Uniti, Filippo appare come ospite nel programma televisivo Meet the Press. Il giornalista del Guardian John Armstrong, che stava seguendo la trasmissione dalla camera d'albergo, ne trae l'ispirazione per un articolo in cui accusa la corona di costare troppo ai contribuenti. Elisabetta non è affatto contenta d'incassare l'ennesimo attacco da parte della stampa anti-monarchica, ma ciò che la preoccupa maggiormente è la crescente ostilità del governo, con lo stesso premier Wilson che dichiara di essere indeciso circa il proprio abituale sostegno alle ragioni della corona. Nel frattempo, in Grecia ha luogo un colpo di Stato che instaura la Dittatura dei colonnelli. Elisabetta vuole che la principessa Alice, la madre di Filippo, trovi riparo a corte prima che sia troppo tardi.
Alice piomba a Buckingham Palace nel bel mezzo delle riprese di un documentario sulla vita a corte, voluto da Filippo come rimedio all'articolo del Guardian, per dimostrare come la famiglia reale sia perfettamente sintonizzata con i gusti dei propri sudditi. Nonostante il ritorno della madre dovrebbe rappresentare un motivo di gioia, Filippo non intende vederla perché la incolpa, a causa della sua schizofrenia, di averlo abbandonato quando era piccolo. In compenso, l'anziana principessa si lega molto alla nipote Anna, la secondogenita di Filippo ed Elisabetta. Quest'ultima non gradisce l'atteggiamento di Filippo verso la suocera, ma capisce che per il marito rappresenta un capitolo doloroso della sua infanzia. La prima puntata del documentario realizza il record di telespettatori, ricevendo però recensioni negative da alcuni giornali. Tra questi il Guardian, con Armstrong che viene applaudito in redazione per averlo definito una rappresentazione di "pomposissima supponenza".
Filippo decide che è venuto il momento di giocare la carta Anna, verso la quale nutre da tempo il desiderio di vederla finalmente protagonista sulla scena pubblica. A tal fine, Filippo organizza un'intervista tra la figlia e Armstrong. All'ultimo momento Anna si tira indietro, lasciando che sia sua nonna Alice a essere intervistata dal giornalista. Affascinato dalla figura di Alice, Armstrong scrive un articolo lusinghiero sulla sua vita colma di vicissitudini che rappresenta un esempio per tutti. Filippo accetta di riavvicinarsi a sua madre, la quale gli rimprovera affettuosamente la sua fede religiosa "dormiente". Elisabetta ordina che il documentario non venga più mandato in onda.

## Colpo di Stato
- Titolo originale: Coup
- Diretto da: Christian Schwochow
- Scritto da: Peter Morgan

### Trama
1967. Il consenso nei confronti del governo è ai minimi storici, tanto che persino il Daily Mirror (giornale tradizionalmente vicino ai laburisti) inizia ad auspicarne la caduta. Come se non bastasse, in un disperato quanto inutile tentativo di evitare la svalutazione della sterlina, Wilson rimuove Louis Mountbatten, lo zio materno di Filippo, dall'incarico di Capo di Stato maggiore della difesa. Una scelta che scatena ulteriore indignazione, essendo Mountbatten un eroe di guerra, i cui sacrifici non sono evidentemente tenuti in degna considerazione dal governo. Nel frattempo, Elisabetta si estrania dagli affari di corte per occuparsi della ricerca del nuovo cavallo che dovrebbe restituire alla scuderia reale il lustro perduto. Affidata la gestione del palazzo alla Regina Madre, Elisabetta si reca prima in Francia e successivamente negli Stati Uniti, accompagnata da Lord Porchester "Porchey".
Wilson annuncia in televisione che il governo si è visto costretto a svalutare la sterlina. Mountbatten viene convocato alla Banca d'Inghilterra dal direttore Cecil King, il quale è anche proprietario del gruppo editoriale che controlla il Daily Mirror. Profondamente preoccupato per la situazione finanziaria in cui versa il Regno Unito, King sta progettando un vero e proprio colpo di Stato per destituire Wilson e instaurare un governo di salvezza nazionale, di cui ritiene che Mountbatten sarebbe la guida ideale. Dopo un paio di giorni di riflessione, Mountbatten conclude che un colpo di Stato nel Regno Unito sarebbe assolutamente impossibile senza il beneplacito della corona. Intanto, nel suo viaggio Elisabetta si sta divertendo, assaporando quella vita che le sarebbe stata destinata se non fosse dovuta diventare regina. Informata dall'allarmato Wilson del complotto in essere contro il governo, Elisabetta è costretta a tornare a palazzo.
Mountbatten spiega a Elisabetta le ragioni che stanno spingendo gli uomini più in vista del Regno Unito ad agire contro Wilson. La regina tuttavia pretende che tale azione venga interrotta, poiché il primo ministro ha vinto democratiche elezioni e spetterà ai sudditi decidere in futuro se accordagli ulteriore fiducia. Uscito dal colloquio con Elisabetta, Mountbatten passa a trovare sua sorella Alice, sperando di trovare sostegno almeno da parte sua. Nemmeno Alice è però della sua stessa opinione, dato che i Mountbatten non hanno mai avuto una patria e inoltre ormai sono anziani, quindi non tocca a loro l'onere di prendere le decisioni inerenti al governo del Paese.

## Tywysog Cymru
- Titolo originale: Tywysog Cymru
- Diretto da: Christian Schwochow
- Scritto da: James Graham & Peter Morgan

### Trama
1969. Carlo frequenta con profitto il Trinity College di Cambridge, dove si è appassionato al teatro. In previsione della sua investitura a principe di Galles, Elisabetta è consigliata dal primo ministro Wilson di mandarlo a studiare per un trimestre ad Aberystwyth, un modo per placare le crescenti spinte nazionalistiche. Contestato al suo arrivo all'Università, Carlo è affidato al professor Tedi Millward che gli farà da tutor. Millward è il vicepresidente di Plaid Cymru, partito che si batte per un Galles repubblicano e indipendente, e sin dall'inizio mostra di non avere molta simpatia nei confronti dell'erede al trono, mettendo in chiaro che lo tratterà al pari di tutti gli altri studenti. Vinta l'iniziale ritrosia per l'aver dovuto lasciare Cambridge, Carlo si impegna a fondo nell'apprendimento della lingua e della cultura gallesi.
Saputo che Carlo, determinato ad assolvere la sua missione il prima possibile, non si è fatto degli amici, Millward lo invita a cena a casa sua. Qui lo presenta alla moglie Silvia, appassionandolo alle battaglie condotte dal popolo gallese per ottenere maggiore ascolto dalla corona. Il giorno dell'investitura Carlo decide di leggere un discorso bilingue, aggiungendo una parte in cui dichiara di sostenere la causa gallese, confidando nel fatto che sua madre e il resto della casa reale non comprendano quanto ha affermato. Finita la cerimonia, Carlo ringrazia Millward e annuncia che girerà il Galles per conoscere meglio il Paese di cui è appena diventato principe.
Tornato a Londra, Carlo chiede di essere ricevuto da Elisabetta. Sua madre è arrabbiata perché ha scoperto, dalla traduzione del suo discorso d'investitura, ciò che ha detto in lingua gallese. Carlo lamenta di non aver ricevuto da parte sua nessun segno di ringraziamento per il trimestre trascorso ad Aberystwyth, al che Elisabetta risponde che non ha fatto nient'altro che il suo dovere e, come il resto della famiglia reale, sarà tenuto d'ora in poi a mantenere nascosta ogni opinione personale. Carlo riprende a recitare in teatro, con la sorella Anna ad assistere tra il pubblico.

## Polvere di Luna
- Titolo originale: Moondust
- Diretto da: Jessica Hobbs
- Scritto da: Peter Morgan

### Trama
1969. La missione Apollo 11 compie lo storico allunaggio, evento seguito con stupore da tutto il mondo e che viene celebrato come la massima capacità dell'uomo di realizzare anche le missioni impossibili. In particolare, Filippo resta sveglio tutta la notte per assistere a ogni dettaglio dello sbarco sulla Luna. Il principe di Edimburgo sta attraversando la classica crisi di mezza età, acuita dalla recente perdita della madre Alice, aggrappandosi a ogni barlume della gioventù che sta ormai svanendo. Lo dimostra un episodio a bordo dell'aereo che Filippo porta oltre il limite di navigazione consentito per poter provare, almeno per un istante, la stessa sensazione degli astronauti di Apollo 11.
Filippo suggerisce a Elisabetta che è venuto il momento di mandare in pensione l'ormai anziano decano di Windsor. Al suo posto viene nominato Robin Woods, il quale desidera creare un'accademia religiosa per la crescita personale e spirituale dei preti. Senza nascondere la sua perplessità verso questa iniziativa, contraria all'inebriante vitalismo che sta provando in questi giorni, Filippo concede a Woods di stabilire questo conservatorio nella St. George's House del castello di Windsor. Dietro insistenza di Woods, Filippo partecipa a uno degli incontri di questo gruppo, spronando i preti all'azione come hanno fatto gli astronauti dell'Apollo 11.
Elisabetta acconsente a ricevere gli astronauti Neil Armstrong, Buzz Aldrin e Michael Collins a Buckingham Palace. Filippo è entusiasta all'idea di avere un colloquio privato con quelli che considera i suoi nuovi eroi, restandone tuttavia deluso quando costoro si presentano tutti e tre con il raffreddore. Inoltre, gli astronauti affermano che sulla Luna regnava il silenzio e alla fine erano troppo impegnati negli adempimenti burocratici dello sbarco per poter godere a fondo la meraviglia dell'evento. Filippo torna a incontrare i preti della congrega di Woods, ammettendo per la prima volta di soffrire della crisi di mezza età e dicendosi pronto a condividere, in questa nuova fase della sua vita, la loro iniziativa.
Filippo e Woods fondano St. George's House, uno dei risultati di cui lo stesso principe di Edimburgo andrà più fiero.

## L'uomo in bilico
- Titolo originale: Dangling Man
- Diretto da: Samuel Donovan
- Scritto da: David Hancock & Peter Morgan

### Trama
1970. Il duca di Windsor scopre di avere un cancro alla gola, trattabile con le sole cure palliative. Carlo inizia una relazione con Camilla Shand, il cui fidanzato è il capitano dell'esercito Andrew Parker Bowles. Quest'ultimo si frequenta con sua sorella Anna, creando quindi un insolito intreccio amoroso a corte, di cui Elisabetta e Filippo sono del tutto ignari. Il Partito Conservatore vince le elezioni ed Elisabetta conferisce al suo leader Edward Heath l'incarico di formare il governo.
1972. Elisabetta si trova in Francia per una visita di Stato, culminata con l'annuncio dell'adesione britannica alla Comunità economica europea. Informata che il duca di Windsor si è aggravato, la regina decide di recarsi nel suo castello per un ultimo incontro. Edoardo rivela che negli ultimi anni ha intrattenuto un intenso scambio epistolare con Carlo, venuto anche a trovarlo diverse volte, e la mette in guardia dalla sua liaison con Camilla Shand, avendo capito che Elisabetta non nutre particolare fiducia verso il figlio come erede al trono. Prima di salutarsi, Elisabetta ringrazia lo zio per la sua scelta di abdicare, poiché essere diventata regina non è stato poi così male. Durante il viaggio di ritorno, Elisabetta legge le lettere scritte da Carlo al prozio in cui, dicendo di identificarsi molto in lui, attacca il bigottismo della sua famiglia che ha impedito al Regno Unito di avere un ottimo re.

## Una situazione ingarbugliata
- Titolo originale: Imbroglio
- Diretto da: Samuel Donovan
- Scritto da: Peter Morgan

### Trama
1972. La salma del duca di Windsor rientra nel Regno Unito per il funerale. Prima di andarsene, Wallis regala a Carlo un orologio che Edoardo ha voluto donargli e lo mette in guardia dalla sua famiglia. Dopo essersi laureato a Cambridge, Carlo inizia a prestare servizio nella marina ed è determinato a chiedere la mano di Camilla. La Regina Madre e Lord Mountbatten combinano il trasferimento di Carlo per otto mesi nei Caraibi, sperando che il lungo periodo oltremare gli faccia passare l'infatuazione verso Camilla. Avendo capito che dietro il suo trasferimento c'è qualcuno della famiglia reale, Carlo ne chiede conto a sua madre. Dopo aver sentito la Regina Madre e Mountbatten, Elisabetta scopre da Anna l'esistenza del triangolo amoroso che coinvolge Andrew Parker Bowles, il "fidanzato ufficiale" di Camilla. Per questa ragione, la regina cambia idea e si schiera contro Carlo.
Intanto, il governo entra in conflitto con l'Unione Nazionale dei Minatori. Heath convoca Andrew Scargill, il segretario del sindacato dei minatori, a Downing Street per provare a raggiungere un compromesso. Il negoziato tuttavia si impantana, complice soprattutto la grande distanza tra i due interlocutori, benché Heath provi a sottolineare come provenga da una famiglia umile e quindi comprende bene le problematiche della classe lavoratrice. Tuttavia, il sindacato proclama uno sciopero che comporta il razionamento dell'energia elettrica. Elisabetta s'indigna nel vedere alla televisione famiglie costrette a fare i conti con una situazione che ricorda molto gli anni della guerra. La regina convoca Heath, pretendendo che raggiunga un accordo con il sindacato per porre fine a questo caos.
1973. Elisabetta tiene il discorso per il venticinquesimo anniversario di matrimonio con Filippo, rimarcando come la loro unione sia stata capace di sopravvivere agli scossoni di un ventennio di profondi cambiamenti. In quello stesso momento Camilla sposa Andrew, diventando la signora Parker Bowles, mentre ai Caraibi Carlo piange la donna perduta.

## Grido d'allarme
- Titolo originale: Crie de coeur
- Diretto da: Jessica Hobbs
- Scritto da: Peter Morgan

### Trama
1977. Il matrimonio di Margaret e Tony è ormai agli sgoccioli. L'uomo da tempo intrattiene una relazione con la produttrice Lucy-Lindsay Hogg e ogni incontro con la moglie sfocia in rissa. Sentendosi già libera dal vincolo matrimoniale, Margaret s'invaghisce di un affascinante giovane, Roddy Llewellyn, portandolo in vacanza ai Caraibi. Qui Margaret e Roddy vengono fotografati da un paparazzo e la Regina Madre, indignata per l'ampio risalto della notizia sui giornali, vuole che Elisabetta faccia ragionare la sorella. Essendo diventata pubblica la relazione, Margaret ordina a Tony di lasciare la loro residenza, incassando un rifiuto e la minaccia di chiedere il divorzio. Abbandonata da Roddy, fuggito dopo la lite con Tony, Margaret tenta il suicidio.
Il Regno Unito sta fronteggiando un difficile passaggio politico, derivante dal fatto che le elezioni del 1974 hanno riportato Harold Wilson a Downing Street alla guida di un governo laburista di minoranza, dopo che il suo predecessore Heath non è riuscito ad accordarsi con il Partito Liberale. Wilson comunica a Elisabetta che gli è stato diagnosticato il morbo di Alzheimer, quindi è costretto a rassegnare le dimissioni. Ringraziandolo per l'operato svolto, poiché è riuscito a farle cambiare idea sul suo conto, Elisabetta invita Wilson e la moglie a cena a Buckingam Palace, privilegio fino ad allora riservato al solo Winston Churchill.
Elisabetta va a trovare Margaret, ristabilitasi dal suo tentato suicidio, dandole tutto il suo appoggio per un divorzio da Tony che è ormai inevitabile. La regina può festeggiare con stato d'animo più sereno il giubileo d'argento.